# Insulinde (Groningen)

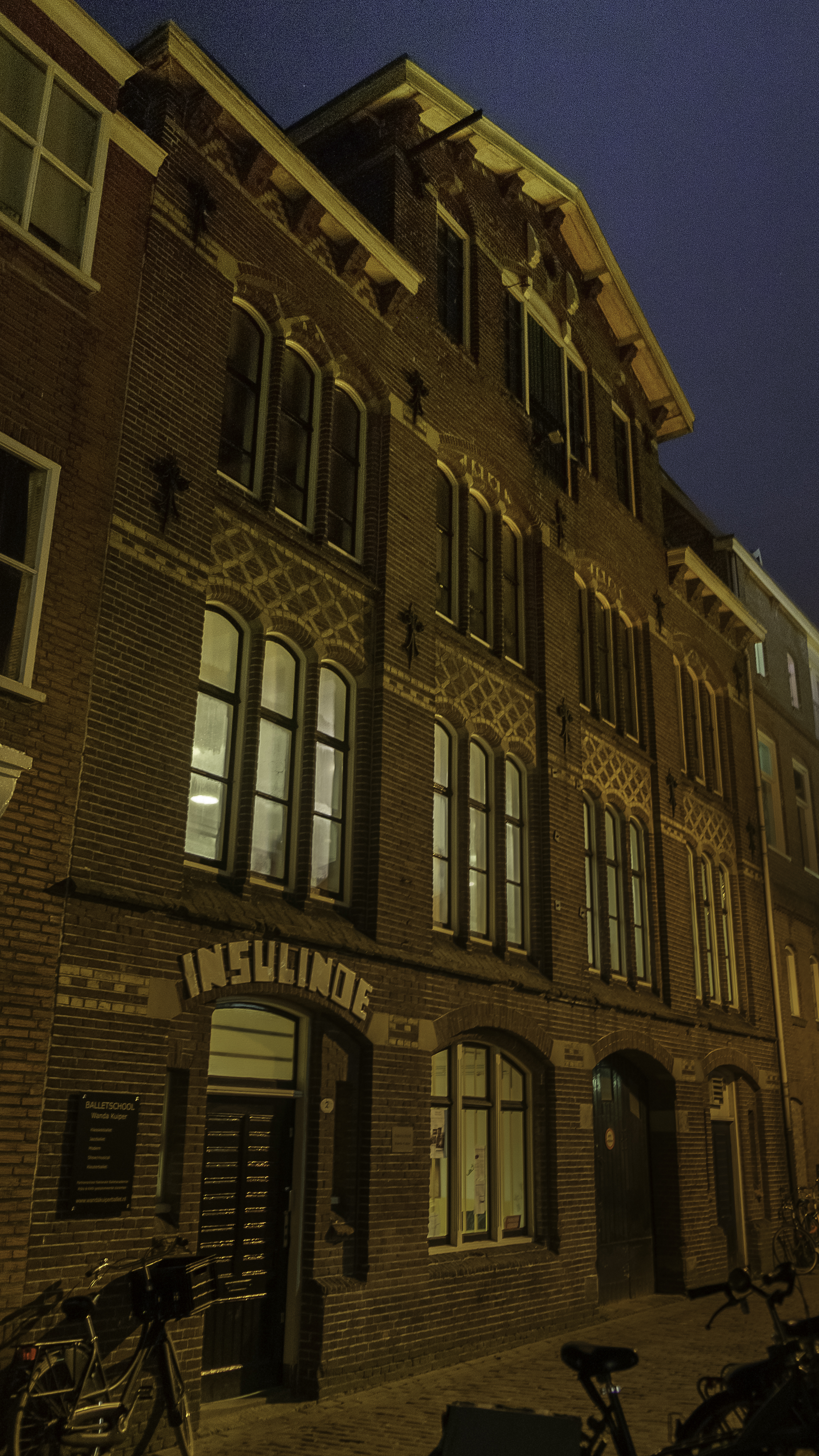
Fabriekspand Insulinde bij avond

Insulinde is een voormalig fabriekspand aan Het Klooster 2 in de Nederlandse stad Groningen, dat tegenwoordig deels in gebruik is bij twee balletstudio's en deels wordt gebruikt als woonappartement. Het vormt sinds 1997 een gemeentelijk monument.

## Geschiedenis
Het pand werd in 1884 gebouwd in opdracht van tabaksfabrikant Ipojé Kranenburg als nieuwe locatie voor zijn sigarenfabriek 'De Groninger Vlag' (opgericht in 1857 en in 1881 de grootste van Groningen). Het gebouw werd ontworpen door Johan Franciscus Scheepers en opgetrokken in een eclectische bouwstijl met elementen van de chaletstijl. Het pand kreeg 3 verdiepingen en een symmetrische gevel met een mansardedak. De 1e etage werd voorzien van 3 door segmentbogen omlijste en door zandstenen negblokken geflankeerde brede houten deuren. In het gebouw werden ook een stalling, tabaksdrogerij en een wagenhuis ondergebracht. Het pand vormde onderdeel van een complex dat zich uitstrekte langs de Butjesstraat en een winkel had aan de Oude Ebbingestraat 46a. De fabriek verkocht vooral sigaren in de provincie Groningen, in de Scandinavische landen (via een agentschap in Kopenhagen) en het Verre Oosten (via een agentschap in Madras). Rond 1900 werkten ongeveer 70 mensen in de fabriek. In 1916 overleed Ipojé. Onder invloed van de toegenomen concurrentie van onder andere Theodorus Niemeyer wilden de erfgenamen het bedrijf niet voortzetten en daarom fuseerde het bedrijf in 1920 met de fabriek van P. Koning, waarna deze uit het pand trok. De VOF 'P. Koning of I. Kranenburg' bleef actief aan de W.A. Scholtenstraat 26 tot de sluiting in 1963.
In 1927 werd koffiebranderij en theefabriek Insulinde (opgericht in 1899) in het pand gevestigd. Net als in de tabaksindustrie was ook de concurrentie in de koffie- en theesector zeer groot (er waren 7 van dergelijke bedrijven in de stad Groningen) en uiteindelijk kon de fabriek het hoofd niet boven water houden. De invoering van het minimumloonjeugdloon en de verhoging van de grondstofkosten leiden er in 1974 toe dat de fabriek uitstel van betaling moest aanvragen, waarna deze werd overgenomen door concurrent Tiktak en ook deze fabriek uit het pand trok. Tiktak nam namelijk alleen het merk over.
Later werd het pand ingericht als opslagplaats voor campingwinkel en sporthuis Haan, dat gevestigd was aan de Oude Ebbingestraat 36. Nadat deze ook haar deuren sloot in 1997, kwam het pand leeg te staan. Het pand verkeerde toen in slechte staat. 
Het pand werd vervolgens gerestaureerd en verbouwd.  Tevens wees de gemeente het aan als gemeentelijk monument. Op particulier initiatief werd het pand herbestemd tot dansstudio en balletschool. Tevens werd er een woonappartement in gevestigd.